# Sun City West
Sun City West és una concentració de població designada pel cens dels Estats Units a l'estat d'Arizona. Segons el cens del 2000 tenia 26.344 habitants.

## Demografia
Segons el cens del 2000, Sun City West tenia 26.344 habitants, 14.997 habitatges, i 10.362 famílies La densitat de població era de 916,3 habitants/km².
Dels 14.997 habitatges en un 0% hi vivien nens de menys de 18 anys, en un 67,1% hi vivien parelles casades, en un 1,5% dones solteres, i en un 30,9% no eren unitats familiars. En el 29,1% dels habitatges hi vivien persones soles el 26,5% de les quals corresponia a persones de 65 anys o més que vivien soles. El nombre mitjà de persones vivint en cada habitatge era d'1,74 i el nombre mitjà de persones que vivien en cada família era de 2,04.
Per edats la població es repartia de la següent manera: un 0,1% tenia menys de 18 anys, un 0,1% entre 18 i 24, un 1% entre 25 i 44, un 16,4% de 45 a 60 i un 82,4% 65 anys o més.
L'edat mediana era de 73 anys. Per cada 100 dones de 18 o més anys hi havia 82,3 homes.
La renda mediana per habitatge era de 43.347 $ i la renda mediana per família de 49.396 $. Els homes tenien una renda mediana de 35.678 $ mentre que les dones 23.900 $. La renda per capita de la població era de 32.049 $. Aproximadament el 0,8% de les famílies i l'1,8% de la població estaven per davall del llindar de pobresa.

## Poblacions més properes
El següent diagrama mostra les poblacions més properes.